# Tàngara d'espatlles blaves
La tàngara d'espatlles blaves (Thraupis cyanoptera) és un ocell de la família dels tràupids (Thraupidae).

## Hàbitat i distribució
Habita boscos, clars i vegetació secundària de les terres baixes a la costa sud-est del Brasil.